# 신수동 (서울)
신수동(新水洞)은 서울특별시 마포구의 행정동 및 법정동이다. 2020년 신수동의 비전은 '함께 잘 사는 신수 좋은 우리동네'이다. 현재 마을의 인적, 물적 자원을 발굴하여 필요한 곳에 조화롭게 이어준다는 의미의 '잇다 프로젝트'를 진행 중이며 동장은 김은영이다.

## 유래
신수동은 마포구 남동부에 위치해 있으며, 한강에 접하고 있는 신수동, 현석동, 구수동 3개 법정동이었으나 2007년 1월 1일 행정구역조정으로 대흥동, 신정동 일부가 편입되었으며 주택밀집지역 도시기반시설이 취약하여 도로확장공사, 재개발사업, 재건축사업 등이 활발하게 진행되고 있다. 참고로, 1970년 5월 18일 신석동에서 신수동으로 동명이 변경되었고, 신수동과 현석동이라는 명칭은 각각 수철리와 흑석리에서 유래하였다. 

## 법정동
- 신수동
- 구수동
- 현석동
- 신정동
- 대흥동 일부

## 교통
- 서울 지하철 6호선 광흥창역, 대흥역
- 수도권 전철 경의 · 중앙선 서강대역
- 서강대교
- 신촌로터리

## 학교
- 서울신석초등학교
- 신수중학교
- 광성중학교
- 광성고등학교
- 서강대학교 - 행정동상으로는 대흥동에만 위치해있으나, 법정동상으로는 신수동과 대흥동에 걸쳐있다.

## 공공기관
- 신수동 주민센터
- 마포세무서
- 서울마포소방서

## 아파트
| 단지명                    | 건설사            | 시행사 | 주소 | 입주        | 비고 |
| ------------------------- | ----------------- | ------ | ---- | ----------- | ---- |
| 신촌숲 아이파크           | 현대산업개발      |        |      |             |      |
| 래미안 마포 웰스트림      | 삼성물산 건설부문 |        |      |             |      |
| 마포강변 힐스테이트       | 현대건설          |        |      | 2004년 12월 |      |
| 힐스테이트 마포 더 퍼스트 |                   |        |      |             |      |
| 마포 벽산 e솔렌스힐       |                   |        |      |             |      |
| 마포 세양청마루           |                   |        |      |             |      |
| 마포 대원칸타빌           | 대원              |        |      |             |      |
| 마포 경남아너스빌         | 경남기업          |        |      |             |      |
| 밤섬 경남아너스빌         | 경남기업          |        |      |             |      |